# Fulica leucoptera
La folaga alibianche (Fulica leucoptera Vieillot, 1817) è un uccello gruiforme della famiglia dei Rallidi originario dell'America del Sud.

## Descrizione

### Dimensioni
Misura circa 43 cm di lunghezza.

### Aspetto
La folaga alibianche è una folaga sudamericana di dimensioni simili alla nostra folaga comune, anche se un po' più piccola. È la più piccola delle folaghe dell'America latina. La differenza di dimensioni è sorprendente nel caso venga osservata in compagnia della folaga armillata, più grande e tozza.
Il dimorfismo sessuale è assente. Il piumaggio grigio antracite, quasi nero, è più scuro di quello delle altre specie di folaga della regione, la folaga armillata e la folaga fronterossa. L'estremità delle remiganti è bianca, da cui il nome, ma questa caratteristica è visibile solo in volo. Al contrario, le penne laterali bianche del sottocoda sono facili da vedere quando la folaga nuota con la coda sollevata. La testa è rotonda. È soprattutto grazie al becco e alla placca frontale che è possibile distinguere questa folaga dalle altre specie presenti nella regione: la folaga alibianche ha il becco giallo chiaro, a volte quasi bianco, con una sfumatura leggermente più scura sulla punta, e una placca frontale in genere poco sviluppata, arrotondata e di colore variabile dal giallo paglierino all'arancio vivo. Le zampe vanno dal grigio-verde al giallo-verdastro; le dita grigie sono munite di lobi natatori. Gli occhi sono di colore rosso scuro.
I giovani sono di colore grigio scuro, talvolta con la gola più chiara. I pulcini sono nidifugi e di aspetto grottesco come quelli delle altre folaghe: sono piccole palline di piumino nero sormontate da una testa rossa e glabra, ravvivate da qualche ispido ciuffo di piumino giallo.

### Voce
Il richiamo ricorda l'abbaiare di un cagnolino poco strutturato, wit wu wu wit-wut wu, o una risata nervosa, prrp-qua'qua'qua'qua'qua qua. Emette anche risatine e sussurri.

## Biologia

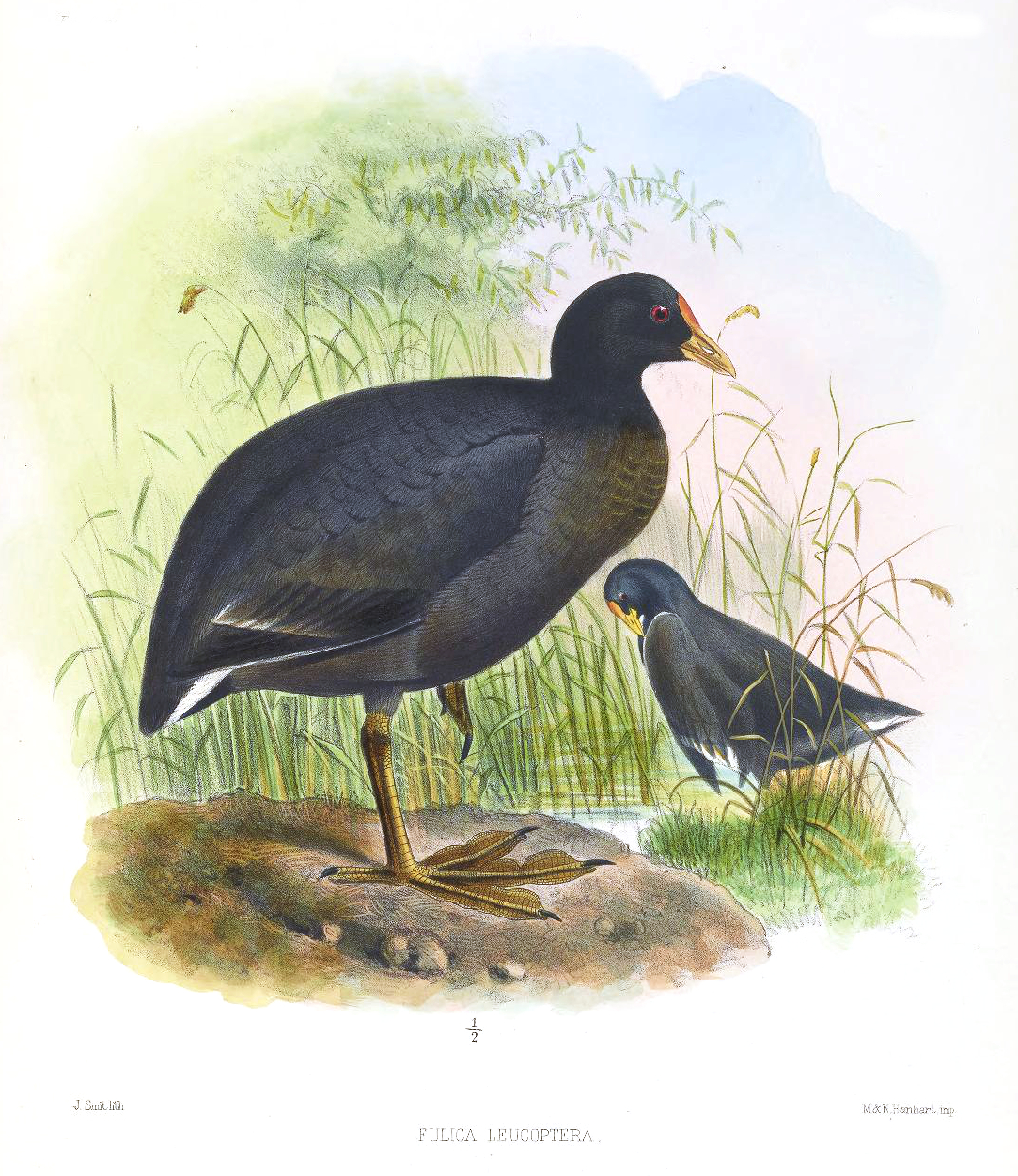

È una specie gregaria che può formare gruppi di dimensioni moderate. Coabita frequentemente con la folaga armillata. È una buona nuotatrice che sembra immergersi meno frequentemente delle altre folaghe. Come tutte le folaghe, è costretta a correre sull'acqua sbattendo le ali per alzarsi in volo. Per coprire lunghe distanze (spostamenti da uno specchio d'acqua all'altro, migrazioni), la specie si sposta generalmente di notte.

### Alimentazione
Generalmente la folaga alibianche si nutre mentre nuota. Si allontana molto di più dalle rive rispetto ad altre specie di folaga. Il menu è composto principalmente da piante acquatiche e viene integrato con semi raccolti sulle rive. Se ne ha l'occasione, può mangiare anche insetti, chiocciole e piccoli pesci.

### Riproduzione
La folaga alibianche è monogama e territoriale durante la stagione riproduttiva. Per costruire il nido, una larga piattaforma fatta di vegetazione, si adatta all'ambiente in cui vive: nelle zone di pianura il nido viene nascosto tra la vegetazione, mentre sui laghi di alta quota dove non ci sono canneti il nido galleggiante, ancorato al fondo del lago con l'ausilio della vegetazione acquatica sommersa, è posto bene in vista. La covata comprende da 4 a 12 uova. Entrambi i genitori si prendono cura dei piccoli, che sono nidifugi.

## Distribuzione e habitat
La folaga alibianche apprezza le zone umide con abbondanti piante acquatiche, sommerse o galleggianti, e delimitate da rive con vegetazione erbosa bassa, le paludi, gli stagni e i laghi. A volte viene avvistata anche in mare vicino alle coste. La specie dà prova di una grande adattabilità. Infatti, la troviamo dal livello del mare fino a 2500 m di altitudine e dai climi caldi e secchi del nord del Cile a quelli freddi e ventosi della Patagonia e della Terra del Fuoco, dalle acque dolci dei laghi e delle lagune di altitudine alle acque salate delle zone costiere e delle lagune del deserto dell'Atacama.
L'areale della folaga alibianche è diviso in due dalla Cordigliera delle Ande, con un punto di congiunzione nell'estremità meridionale del continente. Una parte si trova in Cile, dal nord al sud del paese. L'altra, più grande, parte dalla Terra del Fuoco e copre le zone di bassa quota dell'Argentina fino al nord del paese, il Paraguay occidentale, la Bolivia sud-orientale, tutto l'Uruguay e il Rio Grande do Sul in Brasile. La specie è presente anche nelle isole Falkland.

## Conservazione
La specie è comune in Argentina ed è la folaga più comune in Cile, dove si trova praticamente su tutto il territorio, così come in Paraguay. Le sue capacità di adattamento agli ambienti e climi diversi della sua vasta area di distribuzione sono un vantaggio per la sua conservazione. Nel complesso, la popolazione è considerata stabile.